# Референдум по структуре органов местного самоуправления Пскова (2006)
Референдум по структуре органов местного самоуправления Пскова состоялся 16 июля 2006 года. Вопросам референдума была структура места самоуправления, каким образом будет избираться глава города: прямым голосованием как глава местной администрации, прямым всеобщим голосованием как председатель городской Думы, или же правом выбирать главу города будут наделены только депутаты городской Думы и порядку её формирования. За прямые выборы проголосовало 81,81 % участников голосования, однако референдум был признан несостоявшимся, из за маленькой явки — 8,22 % (барьер составлял 50 %). На референдум было потрачено 1 миллион 200 тысяч рублей. Инициатором референдума стало региональное отделение партии «Яблоко».

## Результаты
| Место                      | Выбор | Голосов | %        |
| -------------------------- | --- | ------- | -------- |
| Распределение голосов      | |         |          |
| 1.                         | Глава муниципального образования «Город Псков» — глава города Пскова — избирается на муниципальных выборах на основе всеобщего равного и прямого избирательного права при тайном голосовании и возглавляет исполнительно — распорядительный орган — администрацию города Пскова. Представительный орган муниципального образования — Псковская городская Дума — избирается на муниципальных выборах на основе всеобщего равного и прямого избирательного права при тайном голосовании | 11 099  | 81,81 %  |
| 2.                         | Глава муниципального образования «Город Псков» — глава города Пскова — избирается на муниципальных выборах на основе всеобщего равного и прямого избирательного права при тайном голосовании, входит в состав Псковской городской Думы с правом решающего голоса и исполняет полномочия её председателя, при этом глава исполнительно-распорядительного органа — администрации города Пскова- назначается на должность по контракту, заключаемому по результатам конкурса на замещение указанной должности на срок её полномочий, определяемый уставом города Пскова. Представительный орган муниципального образования — Псковская городская Дума- избирается на муниципальных выборах на основе всеобщего равного и прямого избирательного права при тайном голосовании | 1 321   | 9,82 %   |
| 3.                         | Глава муниципального образования «Город Псков» — глава города Пскова — избирается Псковской городской Думой из своего состава и исполняет полномочия её председателя, при этом глава исполнительно-распорядительного органа — администрации города Пскова — назначается на должность по контракту, заключаемому по результатам конкурса на замещение указанной должности на срок полномочий, определяемый уставом города Пскова. Представительный орган муниципального образования — Псковская городская Дума — избирается на муниципальных выборах на основе всеобщего равного и прямого избирательного права при тайном голосовании | 1 037   | 7,71 %   |
| Недействительные бюллетени | Недействительные бюллетени | 90      |          |
| Явка                       | Явка |         | 8,22 %   |
| Число избирателей          | Число избирателей | 164 530 | 100,00 % |
| Источник: ЦИК              | |         |          |